# Kalcineurin
Kalcineurin je Ca2+ i kalmodulin-ovisna serin/treonin protein fosfataza te se aktivira prilikom povećane koncentracije kalcija unutar stanice. Protein je prvotno otkriven 1970-ih godina 20. stoljeća u istraživanjima znanstvenika Desaija i Wanga, a prva purificirana frakcija kalcineurina pripisuje se znanstvenicima Wattersonu i Vanamanu koristeći afinitetnu kromatografiju i uzorak goveđeg mozga bogatog kalcineurinom. Posljedično, dokazano je da je kalmodulin protein koji ima sposobnost vezanja za kalcineurin. Po aktivaciji, kalmodulin se veže za jednu od dvije podjednice kalcineurina.
Po svojoj strukturi kalcineurin je proteinski heterodimer. Sačinjen je od dvije strukturno različite katalitičke podjedinice – kalcineurin A i kalcineurin B. kalcineurin A podjedinica sastoji se od beta-ploča i alfa-uzvojnica te oblikom podsjeća na elipsu. U svojoj strukturi sadrži izduženu alfa-uzvojnicu koja prodire izvan osnovne strukture te predstavlja vezno mjesto za drugu podjedinicu – kalcineurin B. Kalcineurin B je regulatorna podjedinica proteina koja se veže na kalcineurin A podjedinicu te se sastoji od alfa-uzvojnica.
Aktivno mjesto predstavlja mjesto vezanja supstrata i poticanja katalitičkih reakcija. U svom sastavu sadrži različite metale kao što su željezo, cink i mangan. Uloga dinuklearnih metala je poticanje katalitičke reakcije koja je ključna za aktivnost kalcineurina, stabilizacija vezanja supstrata za aktivno mjesto, te održavanje strukturalne stabilnosti proteina. Uz željezo, cink i mangan, aktivno mjesto sadrži histidinske i argininske ostatke amino kiselina koji utječu na katalitičku aktivnost proteina i enzimsku aktivnost.

## Lokalizacija
Kalcineurin je primarno lokaliziran u citosolu. A-kinazni sidreni protein 79 može vezati neaktivni kalcineurin i lokalizirati ga na staničnoj membrani u blizini kalcijevih kanala. Na taj način se kalcineurinu omogućuje optimalna pozicija za vezanje s kalmodulinom.

## Supstrati kalcineurina
Najbolje istražena skupina supstrata kalcineurina je obitelj nuklearnih faktora aktiviranih T-limfocita (NFAT). Defosforilacija NFAT-a u citosolu rezultira ulaskom NFAT transkripcijskih faktora u jezgru stanice i aktivacija različitih transkripcijskih programa. Najčešće je rezultat aktivacija T-limfocita. Drugi transkripcijski faktori koji su regulirani defosforilacijom od strane kalcineurina uključuju FOX proteine uključene u metabolizam i autofagiju stanica. Također i proteine faktora-2 pojačivača miocita (MEF2) i transkpcijski faktor EB (TFEB) koji reguliraju srčanu funkciju, funkciju neurona i autofagiju.

## Receptori i kanali
Kalcineurin može defosforilirati AMPAR i NMDAR receptore koji reguliraju sinaptički potencijaciju i depresiju. Također može modulirati aktivnost TRESK kanala u središnjem živčanom sustavu i imunološkom odgovoru. Kalcineurin je i bitan regulator NHE1 kanala.

## Proteini mitohondrija i mikrotubula
Kalcineurin defosforilacijom regulira aktivnost dinamin-vezanog proteina 1 (DRP1). Dodatno, apoptoza inicirana povećanjem unutarstanične koncentracije kalcijevih iona događa zbog defosforilacije BAD proteina od strane kalcineurina. Signaliziranje kalcijem je povezano s citoskeletom neurona i neurodegeneracijom pomoću kalcineurina. Kalcineurin je fosfataza koja defosforilira tau proteine i MAP2 te tako kontrolira njihovo vezanje za mikrotubule i stabilizaciju istih.

## Mehanizam djelovanja
Influks kalcijevih iona u stanicu povećava unutarstaničnu koncentraciju istih. Kalcijevi ioni mogu se vezati na kalmodulin. Kad se kalcijev ion veže za kalmodulin formira se Ca:kalmodulin kompleks koji može aktivirati kalcijeve pumpe koje izbacuju kalcij iz citoplazme ili ga pohranjuju u endoplazmatski retikulum. Ovaj kompleks također aktivira kalcineurin vežući se za njegovu kalmodulin-vezujuću katalitičku podjedinicu. Aktivirani kalcineurin ima sposobnost defosforiliranja ciljnih proteina.

## Aktivacija T-limfocita
Aktivacija naivnih T-limfocita zahtijeva 3 signala. Prvi signal dolazi od interakcije T-staničnog receptora i antigena koji je prezentiran na MHC molekuli antigen prezentirajućih stanica. Djelovanje liganada na antigen-prezentirajućim stanicama (CD80, CD86, CD40) na kostimulatorne molekule na T stanicama (CD28, CD154) daje drugi signal za aktivaciju. Treći signal dolazi od citokina koji posreduju u diferencijaciji i ekspanziji aktiviranih T-limfocita. U aktiviranim T stanicama dolazi do velikog influksa kalcijevih i ona u stanicu što posljedično aktivira kalcineurin. Aktivirani kalcineurin defosforilira obitelj tarnskripcijskih faktora NFAT (nuklearni faktor aktiviranih T-stanica) i omogućava njihovu translokaciju u staničnu jezgru gdje se NF-ATc dimerizira s NF-ATn. Formira se heterodimerni aktivni nuklearni faktor NFAT koji aktivira gene za interleukin-2 (IL-2) T-stanični faktor rasta ključan za proliferaciju T-stanica i generiranje efektorskih i memorijskih T-limfocita.

## Uloga kalcineurina u bolestima
Kalcineurin je protein koji se pojavljuje u mnogim staničnim procesima, u normalnom stanju organizma i prilikom bolesti. Neki od bolesti u kojima ulogu posjeduje kalcineurin su:

### Poremećaji imunosnog sustava
Uloga kalcineurina neizostavna je u imunološkom odgovoru posredovanim T-limfocitima. Prilikom povećane koncentracije kalcija unutar stanice, kalmodulin se veže za kalcineurin i aktivira ga. Visoka razina kalcija potiče defosforilaciju NFAT proteina omogućujući im ulazak u jezgru i aktivaciju transkripcije citokina. Navedeno potiče upalne procese prekomjernom akumulacijom aktiviranih T-limfocita čime se potiče razvoj upalnih i autoimunih bolesti.

### Kardiomiopatija
Srčana hipertrofija nastaje zbog povećanog opterećenja mišića srca što može rezultirati zatajenjem srca. Prilikom povećane koncentracije kalcija aktivira se kalcineurin koji doprinosi razvoju hipertrofije. U svrhu prevencije srčane hipertrofije nastoji se inhibirati aktivnost kalcineurina i održati normalnu funkciju srca.

### Neurodegenerativni poremećaji
Uloga kalcineurina očituje se u funkciji neurona i astrocita čime se utječe na sinaptičke funkcije i sposobnost memorije. Izmjena u koncentraciji kalcija u bolestima kao što su Alzheimerova bolest i Parkinsonova bolest potiče upalne procese. Inhibicijom aktivnosti kalcineurina pojavljuje se potencijalna terapijska strategija u borbi protiv neurodegenerativnih bolesti.

### Rak
Aktivacijom NFAT proteina i kalcineurina potiče se progresija i preživljavanje stanica raka, njihova proliferacija, migracija, invazija i metastaziranje. Kalcineurinskom inhibicijom potencijalno se reducira rizik od nekontrolirane proliferacije stanice raka.